# レニ (ドラマー)
アラン・ジョン・レン (Alan "Reni" John Wren、1964年4月10日 - )はイギリス・マンチェスター出身のミュージシャン、ドラマー。ザ・ストーン・ローゼズのメンバーとして知られる。

## 概要
ザ・ストーン・ローゼズのドラマーとしてデビューしその卓越した技術とコーラス・ワークでバンドに貢献したが1995年に家族との時間を取りたいという理由でバンドを脱退し、1998年には自らがギターとヴォーカルを務めるバンド、ザ・ラブ (The Rub)をローゼズの初代ベーシスト、ピート・ガーナーらと共に結成しライヴを行うがその後作品を発表することはなく一時ミュージシャンを引退した状態になっていた。2011年イアン・ブラウンとジョン・スクワイアが共作した曲を聴いて感動しバンドの再結成と自身のドラマー復帰に合意した。

## ザ・ストーン・ローゼズ加入前
マンチェスター東部のアードウィック＝ゴートンで育ち、小さいころからドラムを叩く子供として知られていて、両親が務めるパブにあるドラムセットで遊んでいたという。このころからパブ専属のバンドと一緒にジャムセッションをしていて、どんな音楽だろうと誰だろうと一人でもプレイをしていた。その後10代には仲間たちとのバンドでプレイをし様々なバンドを掛け持ちするなどして腕を磨いていった。1983年親しくしていたドラム仲間のサイモン・ライトがAC/DCに加入したことで、本気でバンド活動をしてみようという気持ちになり地元のセミプロのヘヴィメタルバンドでプレイをしながら町中のメンバー募集の広告を見て回るようになった。
1984年5月のある日にA1ミュージックの掲示板に貼ってあった。「ジェネレーションX、ザ・クラッシュ、エンパイアが好きなドラマーを求む」という募集に目が留まり、仕事が見つかったと思った彼は誰にも取られないように掲示板からその紙を剥がして家に帰り電話をかけオーディションの予約をする。

## 加入のオーディション
1984年5月31日にレニはザ・ストーン・ローゼズ加入のオーディションを受ける。初期メンバーのアンディ・ガズンズによると「A1に募集広告を貼って影響を受けたバンドをたくさん挙げておいた。レニは、明らかにどのバンドも知らなかったんだけどさ。あいつは電話をかけてきた。その週は、アングリー・ヤング・テディ・ベアーズとか訳の分からないバンド名で呼ばれててね。誰かがみんなを煽るために思いついた名前だよ。」
イアン・ブラウンは「俺達はニューヨーク・ドールズが今でも好きなんだけど、ジョンとアンディとピート（初期メンバーのピート・ガーナ―）はジョニー・サンダースに夢中だった。レニはヴァン・ヘイレンだね。初めて会った時、あいつはレゲエを聴いた事がなかった。あいつはヘヴィメタルが盛んなマンチェスター東部で育ったんだ。だからシン・リジーとかAC/DCを聴いてたよ。あいつは正統派のロッカーだし、よくドニントン・パークにライヴを観に行ってた。俺達は、あいつの音楽の趣味をよくからかったけど、すごく熱狂もしてたんだ。俺達は騒ぎたかっただけだから」と当時のレニを語っている。
オーディションを受けると他のメンバーたちはレニのドラムの腕を絶賛し、レニのローゼズ加入が決まった。
- ピート・ガーナーは後にその時の様子を 「話し合いも何もなかった。もうレニがバンドに入る事は分かってたから。すごい腕前だった。とにかくすごかったんだ。リハのテープを聴いてみれば分かるよ。レニは曲に触発されたんだ。曲の構成が複雑でも5分くらいで覚えてしまう。これだって思ったね。すごい演奏能力なんだ。バンドサウンドになってるのが聴けば分かる。もちろんサイ （初代ドラマーのサイモン・ウォルステンクロフト） もすごくうまかった。でもレニは別格だったね。」と最初のリハーサルの様子を語っている。

- アンディ・ガズンズも 「ドラムを叩きだすと、あいつは狂ったようになるんだ。まるでキース・ムーンみたいだった。細かいテクニックもすごいし、これにも驚いたよ！難しいパートも、サラッと難なくやってしまう。実際何でもできたし、びっくりしたね。かなり叩けるから、すぐにでもバンドに入ってもらいたかった。でも入ってもらえるかは微妙だった。俺達は全然うまくなかった。というか実際はかなり荒削りだったんだ」

- イアンは 「レニを見つけたので決まった」 「レニと出会った時、ジョンはパンク・ロックのギタリストだった。けどレニは何だって合わせられたよ。あいつはパブで腕を磨いたんだ。練習に練習を重ねて、パブ専門のエンターテイナーたちとプレイしてきた。あいつには俺達にはない音楽の才能があったんだ。ピート・タウンゼントが俺達の初ライヴを目撃してて、レニのことをキース・ムーン以来の最高のドラマーだって言ったわけだしね」と語っている。

レニが加入した理由をアンディ・ガズンズはこう打ち明けられたという 「少し経ってから言われたんだ。あいつにとって衝撃的だったのは、俺たちが信頼し合ってるって事だったって。俺達の信頼感が伝わったのさ。それまではトーラ・トーラ （地元のセミプロ級メタルバンド） に少し入って、もし俺たちと組まなかったら、あいつはきっと片手間のミュージシャンで終わってたよ」

## ストーン・ローゼズ加入後
ストーン・ローゼズ加入後の詳細はザ・ストーン・ローゼズの項を参照の事。

## ミュージシャンとしての評価
ザ・ストーン・ローゼズのファーストアルバムは、イアンとジョンのソングライティングも光りながらも、レニのドラムも重要な役割を果たしていると評価するミュージシャンや評論家もいる。
- クリエイション・レコーズの創始者アラン・マッギーは 「『アイ・アム・ザ・レザレクション』よりクールなブレイクダウンなんて絶対に見つからないね。ローリング・ストーンズの『モンキー・マン』も越えてるよ。マニとレニは、最高のリズムセクションなんだ。イアンはレニのドラムは金払ってでも見ると言ってたけど全く同感だね。ジョンもすごいしマニもすごい。そしてイアンは、オーディエンスとバンドをつなぐ最高のコミュニケーターだ。イアンはたくさんのものを生み出したし”マンチェスター人”も発明したね。でも僕にとってはレニが一番だ。あのバンドの中でも最高のミュージシャンだよ。」と評価。

- イアン・ブラウンも2009年に 「ドラムはどの曲でも最高で、みんな魅了されるね。レニは天才だよ。俺たちが解散した後も、続ければ良かったのに。ジーン・クルーパにでもバディ・リッチにでもなれたはずだ。ドラムセットを組めば、今でもアポロ劇場をいっぱいにできるよ。」と語った。

- また2008年にベーシストのマニは 「またレニがプレイする姿を見たいね。レニが気にしているのは、自分が昔ほどうまく叩けないかもしれないってことなんだと思う。その考えは分かるけど、俺は金を払ってでもよいからレニがドラムを叩くのを見たい。見たこともないスタイルのドラマーだからね。キース・ムーンやジョン・ボーナムも素晴らしいけど、レニはそれ以上だ。彼のドラムにはスウィング感があるし、ロックンロールもできるし、正真正銘のショウマンだし、いくらでも叩き分けられるんだ」と評価している。